# 张群山
张群山（1953年12月—），男，河北邢台人，中华人民共和国政治人物。中共第十一届贵州省委委员。

## 生平
1983年10月加入中国共产党，1968年12月参加工作。高级工程师。1968年12月至1971年9月，为贵州省罗甸县知青。1971年9月至1973年9月，为贵州省沙冲电机厂工人。1973年9月至1977年1月，在广东工学院（现华南理工大学）机械系机械制造工艺及设备专业学习。1977年1月至1982年1月，任贵阳矿山机械厂技术员、助理工程师。其间，1980年4月至1981年1月在同济大学学英语。1982年1月至1988年4月，历任中国机械设备进出口公司贵州分公司干部、科长、副经理、经理。其间，1982年3月至1983年1月在湖南大学机械外贸班学习，1983年5月至1984年3月在机械部驻瑞典办事处工作。1988年4月至1991年8月，任中国汽车工业进出口公司贵州公司经理。1991年8月至2000年3月，历任贵州省机械工业厅副厅长、厅长（1998年5月任）、党组书记，贵州联合汽车工业集团公司副总经理，中国汽车工业进出口贵州公司经理、总经理。其间，1995年9月至1998年3月在华南理工大学工商管理专业学习，获在职研究生学历，工商管理硕士；1997年9月至1998年7月，在中央党校一年制中青年干部培训班学习。2000年3月至2001年12月，历任贵州省对外贸易经济合作厅厅长、党组书记，贵州省贸易合作厅厅长、党组书记。其间，2001年1月至2001年7月在贵州省第一期高级管理人才赴美国中长期培训班学习。2001年12月至2003年3月，任中共毕节地委副书记，毕节地区行署专员。2003年3月至2003年11月，任贵州省经济贸易委员会主任、党组书记。2003年11月至2006年3月，任贵州省人民政府副省长、贵州省经济贸易委员会主任。
2006年3月至2012年1月，任中共贵州省委常委、秘书长、办公厅主任，中共贵州省委保密委员会主任（兼任）。其间，2006年8月至2007年1月在美国哈佛大学肯尼迪学院从事项目研究，2011年8月至2011年11月在中国人民解放军国防大学战略研究班学习。2012年1月至2012年4月，任中共贵州省委常委、秘书长、办公厅主任、中共贵州省委保密委员会主任（兼任），贵州省人大常委会副主任（2012年1月补选）。2012年4月至2012年5月，任贵州省人大常委会副主任，中共贵州省委秘书长、办公厅主任、中共贵州省委保密委员会主任（兼任）。2012年5月至2012年7月，任贵州省人大常委会副主任，中共贵州省委办公厅主任、中共贵州省委保密委员会主任（兼任）。2012年7月至2016年2月，任贵州省人大常委会党组副书记、副主任。2016年2月起，任贵州省人大常委会党组书记、副主任。2017年1月20日，贵州省十二届人大五次会议第三次全体会议表决通过了关于接受张群山同志申请辞去贵州省第十二届人民代表大会常务委员会副主任职务请求的决定。